# Chaetomitrium acanthocarpum
Chaetomitrium acanthocarpum là một loài Rêu trong họ Hookeriaceae. Loài này được Bosch & Sande Lac. mô tả khoa học đầu tiên năm 1862.